# František Knotek
František Knotek (28. března 1912 Hintertullnerbach – 5. března 1978 Brno) byl slovenský palubní střelec 311. československé bombardovací perutě.

## Život

### Před druhou světovou válkou
František Knotek se narodil 28. března 1912 v Hintertullnerbachu západně od Vídně v rodině Matěje Knotka a Františky, rozené Oreské. Domovskou příslušnost měl ve slovenských Malackách, vyučil se holičem. Do Československé armády byl odveden v roce 1934, prezenční vojenskou službu absolvoval u Leteckého pluku 5 v Brně. Dosáhl hodnosti četaře.

### Druhá světová válka

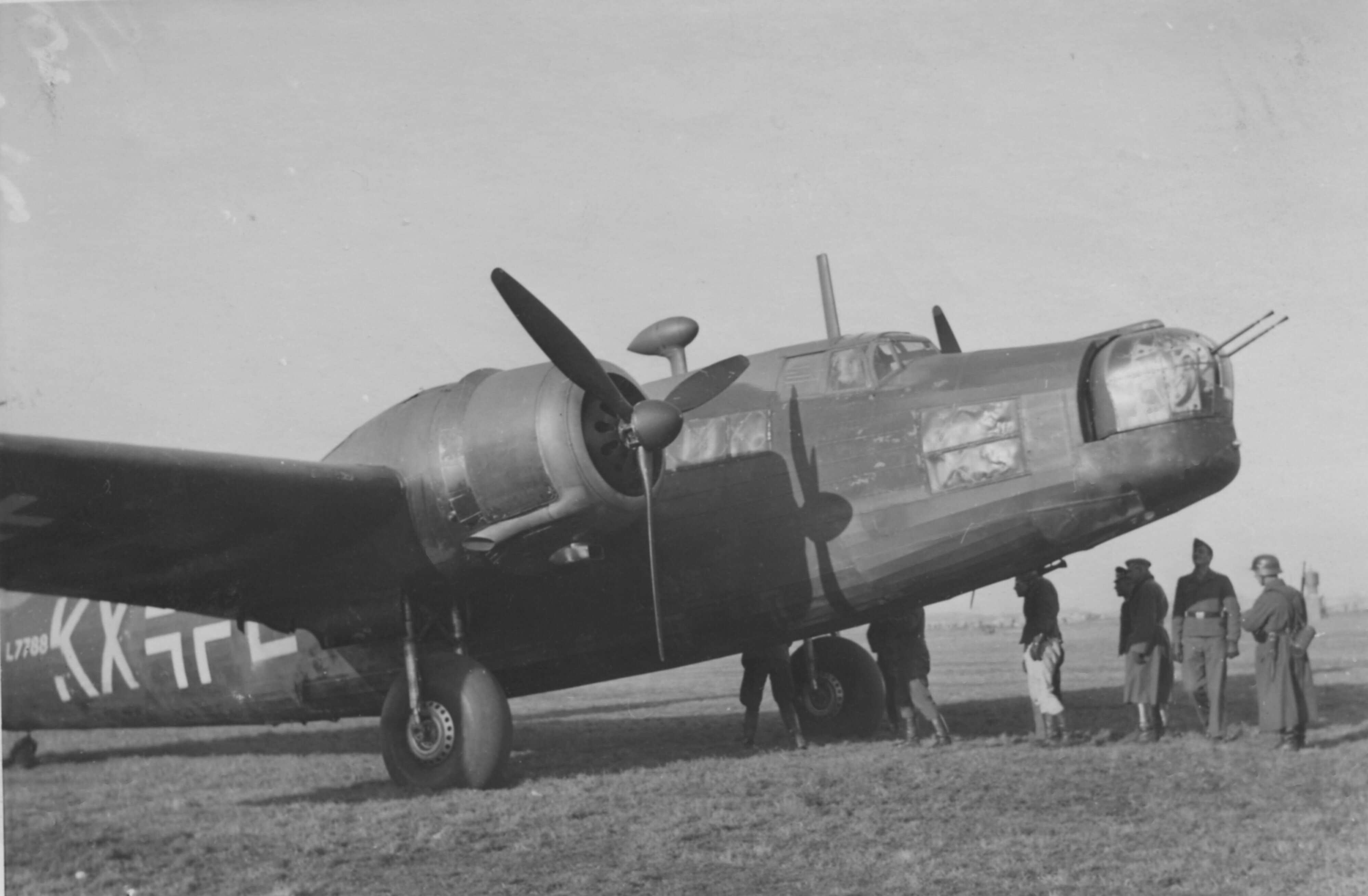
Knotkův stroj Vicker Welington L7788 KX-E sloužil po opravě německému letectvu

Po rozpadu Československa v březnu 1939 se František Knotek vrátil na Slovensko a sloužil v nově vzniklém slovenském armádním letectvu. Dne 7. června 1939 se stal jedním z protagonistů úletu osmi slovenských armádních letců z Piešťan do polského Dęblinu, František Knotek letěl jako zadní střelec ve stroji Letov Š-328.155 pilotovaném Jánem Lazarem. Za svůj čin byli v nepřítomnosti odsouzeni k dvaceti letům vězení. V Dęblinu vstoupili do řad polského letectva a působili jako instruktoři. Po pádu Polska v září 1939 se František Knotek dostal do Spojeného království. Zde byl 26. července 1940 přijat do Royal Air Force a po výcviku zařazen k 311. československé bombardovací peruti jako palubní střelec. Dne 24. září 1940 byl členem posádky stroje Vickers Wellington B Mk.Ic L7788 KX-E pod velením Karla Trojáčka, který byl v prvních hodinách dne nucen po náletu na Berlín po zásahu protiletadlovou palbou a vysazení obou motorů nouzově přistát u holandského Leidenschedenu. František Knotek byl součástí skupiny společně s druhým pilotem Arnoštem Zábršem a radiotelegrafistou Karlem Kunkou, které se dařilo unikat zadržení do 25. září. Karel Kunka se během zatýkání zastřelil signální pistolí, oba další strávili zbytek druhé světové války, mj. v Barthu. V roce 1945 byl František Knotek nucen absolvovat pochod smrti, osvobození se ale dočkal.

### Po druhé světové válce
František Knotek se vrátil do Československa 21. srpna 1945 a přistěhoval se ke své budoucí manželce Františce Prudilové do Brna, sňatek uzavřeli 5. září téhož roku. Pokračoval v armádní službě a dosáhl hodnosti štábního kapitána. V roce 1949 byl komunistickou mocí odeslán do výslužby a musel se živit jako dělník. Zemřel 5. března 1978 v Brně. Pohřben byl na brněnském ústředním hřbitově.

## Ocenění

### Vyznamenání
- Kříž za chrabrost (Polsko)
- Medaile za dlouhou a vzornou službu v letectvu
- 2x Československý válečný kříž 1939
- Československá medaile Za chrabrost před nepřítelem
- Československá medaile za zásluhy I. stupně

### Posmrtná ocenění
- František Knotek byl v roce 1991 in memoriam povýšen do hodnosti plukovníka